# Pseudosinella apuanica
Pseudosinella apuanica is een springstaartensoort uit de familie van de Entomobryidae. De wetenschappelijke naam van de soort is voor het eerst geldig gepubliceerd in 1970 door Dallai.